# 유턴

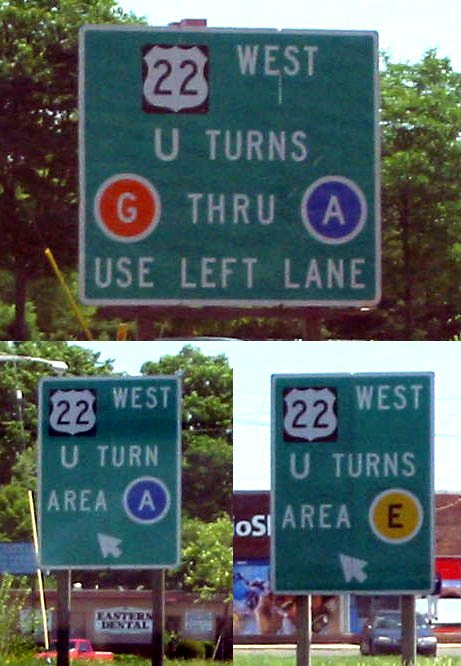
U턴 램프의 기술 체계가 정비된 주간고속도로 제22호선(US 22), 뉴저지주 유니온 카운티에서.

유턴(U-Turn)은 자동차의 운전 방식을 직선 도로로 간 다음, 180도로 회전하여 반대 차로로회전하는 행위나 교통 체계를 일컫는다. 이가 유턴이라 불리는 까닭은, 마치 이러한 행위가 영문 글자 U와 비슷하게 생겼기 때문이다. 일부 지역에서는 이러한 행위를 불법으로 간주하지만, 다른 지역에서는 일반적인 행위로 간주되기도 한다.
유턴하는 차량들의 유턴 사유는 보통 잘못 가거나 이정표를 모르거나 다시 되돌아 오는 경우이거나, 도로의 진행방향 반대편의 목적지로 이동해야 하는 경우, 좌·우회전이 금지된 교차로에서 좌회전 또는 우회전을 대체할 목적으로 이뤄지는 경우가 많다. 

## 대한민국의 유턴
대한민국의 도로는 도로교통법 제 13조와 제 18조에 의거하여 유턴을 비롯한 도로 중앙을 넘는 행위를 제한하고 있다. 하지만 일부 교차로와 횡단보도 앞 구간에 유턴 구간을 지정하여 운영하고 있다.
유턴구간은 중앙선 구간에 흰색 점선으로 표기하며, 해당 구간 전면에 유턴 가능 구간임을 알리는 표지판이 걸린다. 또한 표지판 하단에는 유턴이 가능한 신호 조건이 적혀 있다. 교차로인 경우 좌회전 신호 또는 유턴구간 전면 횡단보도의 횡단 신호가 켜졌을 때 유턴할 수 있고, 교차로가 아닌 유턴구간은 횡단보도의 횡단신호가 켜질 때 유턴한다. 단, 유턴 안내 표지판 하단에 별도의 안내가 있는 경우 해당 안내에 따라서 유턴하여야 한다. 만일 유턴 표지판만 있고 하단에 안내가 없는 경우 전방의 신호에 관계 없이 다른 차마 또는 사람의 안전이 확보된 조건 하에 유턴할 수 있다. 또한 일부 유턴구간은 특정 시간대 또는 날짜에 유턴을 허용하지 않는 경우가 있다.
대한민국은 도심지를 중심으로 통행 흐름을 효율적으로 관리하고자 직진 차량에 우선한 신호 체계를 운영하고 있다. 그 결과 일부 교차로에서는 좌회전이 금지되어 있는데, 그러한 구간에서는 유턴이 좌회전을 대신한다. 직진 신호를 받아 다음 유턴 가능 구간까지 이동한 뒤, 유턴 신호를 받아 유턴하여, 원하는 교차로에서 우회전하는 형식으로 좌회전을 대신하고 있다.

## 일본의 U턴
일본에서의 U턴 행위는 대한민국, 미국, 러시아, 프랑스 등 여타 우측 통행을 하는 국가들과는 달리 좌측 통행으로 이루어지는 기술 체계로 인해, 역유턴을 해야 하는 일종의 회전 행위이기도 하다. 영국이나 홍콩처럼 비슷한 U턴 신호 체계를 쓴다.

## 같이 보기
- 신호등
- 좌회전
- 우회전
- 직진
- 피턴